# Гассиев, Виктор Афанасьевич
Ви́ктор Афана́сьевич Га́ссиев (осет. Гасситы Афанасийы (Афӕхъойы) фырт Виктор (13 [25] августа 1879, Нахичевань — апрель 1962, Орджоникидзе) — российский, советский изобретатель осетинского происхождения.

## Биография
Получил домашнее образование; с 1906 года проживал во Владикавказе.
С 1920-х годов работал химиком-консультантом на одной из фабрик, рентген-техником в Первой городской советской больнице, фотографом в «Осдет-комиссии»; в 1933—1954 годы — лаборантом кафедры физики Северо-Осетинского педагогического института, одновременно — в Горском сельскохозяйственном институте.
Похоронен на Новоосетинском кладбище г. Орджоникидзе.

### Семья
Отец — Афанасий Абрамович Гассиев (Афако Абиевич) (1844—1915), коллежский советник, попечитель Министерства земледелия по казенным землям, историк философии и религии.
Мать — Мария Адольфовна (полька по национальности, в первом браке — Буйницкая).
Женат не был.

## Изобретения
В 1894 году создал «машину для набора строк», которая набирала строки из готовых букв и знаков, в 1895 — первую действующую модель фотонаборной машины. К 1897 году создал несколько моделей фотонаборной машины; на 5-й модели набрал первый в мире текст фотографическим способом. На эту модель в 1900 году Департаментом торговли и мануфактур был выдан патент за «фотографическое получение набора» с публикацией сообщения в «Своде привилегий, выданных в России».
В числе его изобретений — способ приготовления фотоэмульсии, способ фотозаписи звука, способ изготовления стереодиапозитивов, граммофонная игла из резины, способ изготовления клише, прибор для демонстрации «колец Ньютона», прибор «Тауматроп» (для демонстрации «зрительной памяти»), тиски настольные для однорукого инвалида, рукоятка напильника для однорукого инвалида, ручной регулятор для дугового фонаря — всего около 40 изобретений, опытов и устройств.

## Награды
- Почётная грамота Президиума Верховного Совета Северо-Осетинской АССР (1940) — «за образцовую работу в институте»
- медаль «За доблестный труд в Великой Отечественной войне 1941—1945 гг.»
- орден Трудового Красного Знамени (июнь 1950) — «за плодотворную изобретательскую деятельность в области техники, в связи с 70-летием со дня рождения»
- «Заслуженный деятель науки и техники Северо-Осетинской АССР» (1950) — за выдающиеся заслуги в деле развития советского изобретательства, создание первой в мире фотонаборной машины, а также многочисленных конструкций новейших приборов и машин, в связи с 70-летием со дня рождения[1].

## Память
Имя В. А. Гассиева присвоено Республиканской книжной типографии (февраль 1989).
На фасаде дома № 40 (объект культурного наследия) по ул. Гаппо Баева (Владикавказ), где многие годы жила семья Гассиевых, 6 октября 1990 года установлена мемориальная доска В. А. Гассиеву. В последующем утрачена.